# Астрономічні шахи

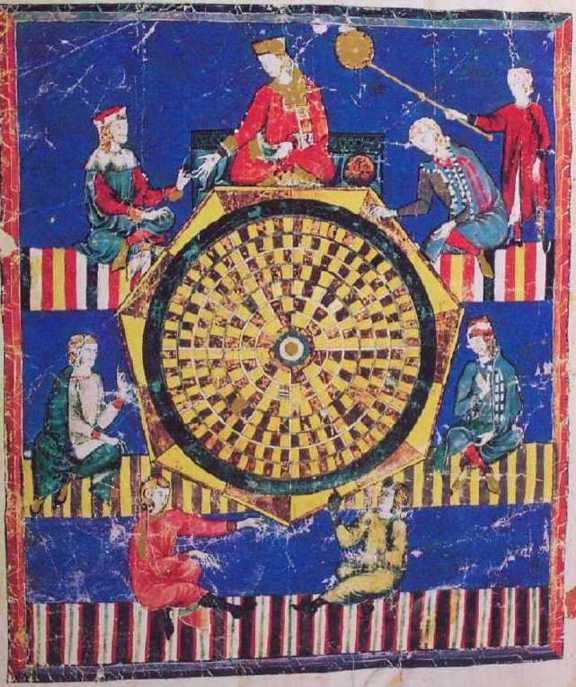
Астрономічні шахи в "Libro de los Juegos"

Астрономічні шахи  або астрологічні шахи для семи людей - гра з книги "Libro de los Juegos" ("Книга ігор") написаної за короля Альфонса X Мудрого в 1283 році. Гра велася на круглій дошці із концентричними колами. Небо, знаки Зодіаку та планети  – 
елементи цих шахів. У книзі описувалися ігри та проблеми ігрових ситуацій у шахи, кістки та інших ігор на дошках, що лягли в основу сучасних нард .
У деяких джерелах астрономічні шахи називають "Зодіак". Як показує Девід Парлет ( англ.  David Parlett ) у своїй книзі "Oxford history of Board Games", гра не має нічого спільного з шахами, а є лише різновидом гри в кістки.

## Правила гри
Гральні фішки гравців є планетами. На початку гри гравці роблять ставки. Потім по черзі кидають семисторонній кубик. Виграш додатково визначає відношення планет один до одного.